# 음력 6월 15일
음력 6월 15일은 음력 6월의 15번째 날이다.

## 사건
- 1907년 - 한일신협약 체결.

## 문화
- 2008년 - 제헌절이 대한민국의 공휴일에서 제외됨.

## 탄생
- 1990년 -
  - 대한민국의 축구 선수 류원우.
  - 대한민국의 가수 재니.

## 기념일, 연중행사
- 유두

## 같이 보기
- 음력 360일: 1월 2월 3월 4월 5월 6월 7월 8월 9월 10월 11월 12월
- 전날:6월 14일 다음날:6월 16일 - 전달:5월 15일 다음달:7월 15일
- 양력:6월 15일
- 음력, 윤달